# Беккариа, Джованни
Джованни Беккариа (итал. Giovanni Beccaria; ?, Павия — 1282, Павия) — капитан народа и фактический правитель Павии с 1259 по 1279 или по другим данным 1282 год. Представитель рода Беккариа. Также известен под псевдонимом Занноне (итал. Zannone).

## Биография
Родился Джованни предположительно в начале XIII века в Павии. Он был представителем знатного рода Беккариа. Отец Джованни Мурро Беккариа был народным капитаном Павии и возглавлял партию гибеллинов в этом городе. Отец умер в 1259 году, и Джованни получил звание народного капитана Павии. Занимая должность капитана народа, он фактически стал синьором Павии. Все время его правления прошло в борьбе с миланскими гвельфами, наиболее известными из которых был род Делла Торре. После его смерти, наступившей в период между 1279 и 1282 годами, ему унаследовал его сын Манфредо.